# Low Tongue
Low Tongue är en udde i Antarktis. Den ligger i Östantarktis. Australien gör anspråk på området.
Terrängen inåt land är huvudsakligen kuperad, men österut är den platt. Havet är nära Low Tongue åt nordost. Trakten är obefolkad. Det finns inga samhällen i närheten. 